# Уравнение Ландау — Лифшица (магнетизм)
Уравне́ние Ланда́у — Ли́фшица — уравнение, описывающее движение намагниченности в приближении континуальной модели в твердых телах. Впервые введено Л. Д. Ландау и Е. М. Лифшицем в 1935 году.

## Формулировка
Для бездиссипативной среды и в отсутствие спин-поляризированного тока уравнение Ландау — Лифшица обычно записывается в виде
где {\displaystyle \mathbf {M} \equiv \mathbf {M} (\mathbf {r} ,t)} — плотность магнитного момента (намагниченность), {\displaystyle \gamma } — некоторая феноменологическая постоянная, {\displaystyle \mathbf {H} ^{\mathrm {eff} }\equiv \mathbf {H} ^{\mathrm {eff} }(\mathbf {r} ,t)} — так называемое эффективное магнитное поле.
Уравнение в основном используется для ферро- и ферримагнетиков. В общем случае постоянная {\displaystyle \gamma } не совпадает с гиромагнитным отношением и в рамках феноменологической теории должна рассматриваться как величина, определяемая из эксперимента. Их отличие обусловлено вкладом орбитальных моментов. Поэтому при условии, что магнитные ионы находятся в {\displaystyle S}-состоянии (то есть орбитальные моменты отсутствуют), {\displaystyle \gamma } можно считать равным гиромагнитному отношению с большой степенью точности. Это выполняется для CdCr2Se4, железо-иттриевого граната Y3Fe5O12, пермаллоя Fe20+xNi80-x и большинства[уточнить] других ферро- и ферримагнитных материалов.
Эффективное магнитное поле определяется как вариационная производная свободной энергии по магнитному моменту
В случае, когда рассматривается магнетик вдали от температуры Кюри или при нулевой температуре, то свободная энергия {\displaystyle F} равна внутренней {\displaystyle E}.
В формулировке (1) сохраняется длина вектора намагниченности. Это легко показать, домножив обе части (1) скалярно на {\displaystyle \mathbf {M} }, что даст 
Этот факт дает основание говорить о прецессии намагниченности.
Строгий вывод уравнения движения намагниченности в континуальном приближении невозможен, поэтому часто постулируется возможность формального перехода от уравнения движения оператора спина {\displaystyle \mathbf {S} _{n}}
к уравнению (1) путём замены {\displaystyle \mathbf {S} _{n}\to -{\frac {a^{3}}{2\mu _{B}}}\mathbf {M} (\mathbf {r} _{n})} и разложения поля намагниченности {\displaystyle \mathbf {M} (\mathbf {r} _{n+n_{0}})} вблизи точки {\displaystyle \mathbf {r} _{n}} в ряд Тейлора. Тут {\displaystyle [\bullet ,\bullet ]} — коммутатор, {\displaystyle {\mathcal {H}}} — гамильтониан, {\displaystyle \mathbf {S} _{n}} — оператор спина для n-го узла решетки, а {\displaystyle \mathbf {r} _{n}} — его радиус-вектор, {\displaystyle a} — постоянная решетки, {\displaystyle \mu _{B}} — магнетон Бора.

## Модификации
Учет диссипации, влияния температуры или спин-поляризированных токов требует модификации исходного уравнения (1), которая обычно сводится к появлению дополнительных слагаемых в правой части (1). Релаксационные члены могут иметь различную размерность и различное число параметров. Но для приближенного описания процессов в ферромагнетиках при небольшой диссипации может использоваться уравнение в любой из нижеприведенных форм. Каждое из них можно преобразовать одно к другому.

### Релаксационный член в форме Ландау — Лифшица
Ландау и Лифшиц предложили следующую модификацию:
где {\displaystyle \lambda } — параметр диссипации. Иногда за параметр диссипации принимают величину {\displaystyle \lambda _{1}=|\gamma |\lambda }.

### Уравнение Ландау — Лифшица — Гильберта
Часто используется релаксационный член в форме Гильберта:
где {\displaystyle \alpha } — параметр диссипации. Формальный переход между уравнениями (5) и (6) можно совершить заменой
В связи с отрицательным значением гиромагнитного отношения встречаются определения параметров релаксации с противоположными знаками в (5) и (6).

### Уравнение Блоха — Бломергена
Примером уравнения с диссипацией, допускающего изменение длины вектора намагниченности может служить модифицированное уравнение Блоха или уравнение Блоха — Бломергена:
где {\displaystyle \chi _{0}} — так называемая статическая восприимчивость, определяемая как отношение намагниченности насыщения к абсолютной величине эффективного поля, а {\displaystyle \omega _{r}} — частота релаксации.

### Влияние спин-поляризированного тока
Спин-поляризированный ток обычно описывают дополнительным слагаемым в правой части (1) вида {\displaystyle |\gamma |\mathbf {T} }. Один из подходов к его конкретизации состоит в разложении вектора {\displaystyle |\gamma |\mathbf {T} } по осям, направленным вдоль {\displaystyle \mathbf {M} }, {\displaystyle [\mathbf {M} \times \mathbf {m} _{\mathrm {ref} }]} и  {\displaystyle \mathbf {M} \times [\mathbf {M} \times \mathbf {m} _{\mathrm {ref} }]}. Тут {\displaystyle \mathbf {m} _{\mathrm {ref} }} — единичный вектор вдоль намагниченности опорного слоя. В предположении, что длина вектора намагниченности не меняется, первая проекция будет равна нулю, а две другие
где коэффциценты {\displaystyle a_{J}} и {\displaystyle b_{J}} пропорциональны плотности тока, зависящие от параметров поляризирующей структуры и угла между {\displaystyle \mathbf {M} } и {\displaystyle \mathbf {m} _{\mathrm {ref} }}.

## Другие формы записи
Для аналитического анализа, чаще всего уравнение Ландау — Лифшица записывается в угловых переменных сферической системы координат {\displaystyle \theta } и {\displaystyle \phi }. В таком случае вектор намагничености можно представить как
где {\displaystyle M_{s}} — намагниченность насыщения. Чтобы перейти в (6) к угловым переменным, домножим уравнение на вариацию намагниченности {\displaystyle \delta \mathbf {M} }, выразив в угловых переменных проекцию левой части на ось аппликат. Далее, записав вариации энергии и намагниченности через вариации углов получим
Получение уравнений в угловых переменных, содержащих дополнительные члены, проделывается аналогично. Так, для записи в форме Ландау — Лифшица — Гильберта имеем